# وحدة كهربائية تقليدية
الوحدة الكهربائية التقليدية (أو الوحدة التقليدية التي لا يوجد فيها خطر الغموض) هي وحدة قياس في مجال الكهرباء تعتمد على ما يسمى بـ«القيم التقليدية» لثابت جوزيفسن، وثابت فون كليتزينغ المتفق عليه من قبل اللجنة الدولية للأوزان والمقاييس (CIPM) في عام 1988، وكذلك ΔνCs تستخدم لتعريف الثانية. هذه الوحدات متشابهة جدًا في المقدار مع وحدات SI المقابلة لها، ولكنها ليست متطابقة بسبب القيم المختلفة المستخدمة للثوابت. يتم تمييزها عن وحدات النظام الدولي (SI) المقابلة لها عن طريق تعيين الرمز بخط مائل وإضافة رمز منخفض "90" على سبيل المثال، يحتوي الفولت التقليدي على الرمز V90 حيث دخلوا حيز الاستخدام الدولي في 1 يناير 1990.
طور هذا النظام لزيادة دقة القياسات: يمكن تحقيق ثوابت جوزيفسن وفون كليتزينغ بدقة كبيرة وقابلية للتكرار وسهولة، ويتم تحديدها بدقة من حيث الثوابت العامة e وh. تمثل الوحدات الكهربائية التقليدية خطوة مهمة نحو استخدام الفيزياء الأساسية «الطبيعية» لأغراض القياس العملية. لقد حققوا القبول كمعيار دولي بالتوازي مع نظام الوحدات SI ويستخدمون بشكل شائع خارج مجتمع الفيزياء في كل من الهندسة والصناعة. ستكون هناك حاجة إلى إضافة الثابت c لتحديد الوحدات لجميع الأبعاد المستخدمة في الفيزياء، كما هو الحال في SI.
قام نظام SI بالانتقال إلى التعريفات المكافئة بعد 29 عامًا ولكن مع قيم الثوابت المحددة لتتناسب مع وحدات SI القديمة بشكل أكثر دقة. وبالتالي، تختلف الوحدات الكهربائية التقليدية اختلافًا طفيفًا عن وحدات SI المقابلة، والآن بنسب محددة تمامًا.

## التطور التاريخي
اتخذ العديد من الخطوات المهمة في نصف القرن الماضي لزيادة دقة وفائدة وحدات القياس:
- في عام 1967، حدد المؤتمر العام الثالث عشر للأوزان والمقاييس (CGPM) الثانية من الزمن الذري في النظام الدولي للوحدات على أنها مدة 9192631770 من فترات الإشعاع المقابلة للانتقال بين مستويين فائق الدقة للحالة القاعية لذرة سيزيوم-133.[1]
- في عام 1983، أعادت CGPM للدورة السابعة عشرة تعريف المتر من حيث الثانية وسرعة الضوء، وبالتالي حددت سرعة الضوء بدقة 299792458 م/ث.[2]
- في عام 1988، أوصت CIPM باعتماد القيم التقليدية لثابت جوزيفسن كما هو بالضبط KJ-90 = 483597.9×109 Hz/V[3] ولثابت فون كليتزينغ تمامًا RK-90 = 25812.807 Ω[4] اعتبارًا من 1 يناير 1990.
- في عام 1991، لاحظت CGPM للدورة الثامنة عشرة القيم التقليدية لثابت جوزيفسن وثابت فون كليتزينغ.[5]
- في عام 2000، وافقت CIPM على استخدام تأثير هول الكمي، مع استخدام قيمة RK-90 لإنشاء معيار مرجعي للمقاومة.[6]
- في عام 2018، قررت CGPM للدورة السادسة والعشرون إلغاء القيم التقليدية لثوابت جوزيفسن وفون كليتزينغ مع إعادة تعريف 2019 للوحدات الأساسية للنظام الدولي للوحدات.[7]

## تعريف
تعتمد الوحدات الكهربائية التقليدية على القيم المحددة لتردد انتقال السيزيوم-133 فائق الدقة، وثابت جوزيفسن وثابت فون كليتزينغ، وهما الأولان اللذان يتيحان قياسًا عمليًا دقيقًا للغاية للزمن والقوة الدافعة الكهربائية، والأخير يتيح إجراء عملي دقيق للغاية قياس المقاومة الكهربائية.
| الثابت                          | القيمة الدقيقة التقليدية (CIPM،‏ 1988؛ حتى 2018) | القيمة التجريبية (بوحدات النظام الدولي) (CODATA، 2014) | القيمة الدقيقة (وحدات النظام الدولي، 2019)       |
| ------------------------------- | ----------------------------------------------- | ------------------------------------------------------ | ------------------------------------------------ |
| تردد الانتقال فائق الدقة ل133Cs | Δν(133Cs)hfs = 9192631770 Hz                    |                                                        | Δν(133Cs)hfs = 9192631770 Hz                     |
| ثابت جوزيفسن                    | KJ-90 = 483597.9 GHz/V                          | KJ = 483597.8525(30) GHz/V                             | KJ = 2 × 1.602176634×10−19 C6.62607015×10−34 J⋅s |
| ثابت فون كليتزينغ               | RK-90 = 25812.807 Ω                             | RK = 25812.8074555(59) Ω                               | RK = 6.62607015×10−34 J⋅s(1.602176634×10−19 C)2  |

- الفولت التقليدي، V90، هو القوة الدافعة الكهربائية (أو فرق الجهد الكهربائي) المقاسة مقابل معيار تأثير جوزيفسن باستخدام القيمة المحددة لثابت جوزيفسن، KJ-90؛ أي بالعلاقة KJ = 483597.9 GHz/V90.
- أوم التقليدي، Ω90، هو المقاومة الكهربائية المقاسة مقابل معيار تأثير هول الكمي باستخدام القيمة المحددة لثابت فون كليتزينغ، RK-90؛ أي بالعلاقة RK = 25812.807 Ω90.
- يتم تعريف الوحدات الكهربائية التقليدية الأخرى من خلال العلاقات العادية بين الوحدات الموازية لتلك الموجودة في النظام الدولي للوحدات، كما هو موضح في جدول التحويل أدناه.

## التحويل إلى وحدات النظام الدولي
| الوحدة       | الرمز | التعريف           | العلاقة مع SI         | قيم SI (CODATA 2014) | قيم SI (2019)      |
| ------------ | ----- | ----------------- | --------------------- | -------------------- | ------------------ |
| فولت تقليدي  | V90   | انظر أعلاه        | KJ-90KJ V             | 1.0000000983(61) V   | 1.00000010666... V |
| أوم تقليدي   | Ω90   | انظر أعلاه        | RKRK-90 Ω             | 1.00000001765(23) Ω  | 1.00000001779... Ω |
| أمبير تقليدي | A90   | V90/Ω90           | KJ-90KJ⋅RK-90RK A     | 1.0000000806(61) A   | 1.00000008887... A |
| كولوم تقليدي | C90   | s⋅A90 = s⋅V90/Ω90 | KJ-90KJ⋅RK-90RK C     | 1.0000000806(61) C   | 1.00000008887... C |
| واط تقليدي   | W90   | A90V90 = V902/Ω90 | (KJ-90KJ)2 ⋅RK-90RK W | 1.000000179(12) و    | 1.00000019553... و |
| فاراد تقليدي | F90   | C90/V90 = s/Ω90   | RK-90RK F             | 0.99999998235(23) F  | 0.99999998220... F |
| هنري تقليدي  | H90   | s⋅Ω90             | RKRK-90 H             | 1.00000001765(23) H  | 1.00000001779... H |

في عام 2019 تحدد إعادة تعريف للوحدات الأساسية SI لجميع هذه الوحدات بطريقة تعمل على إصلاح القيم الرقمية لـKJ وRK وΔνCs تمامًا، وإن كان ذلك بقيم الأولين التي تختلف قليلاً عن القيم التقليدية. وبالتالي، فإن هذه الوحدات التقليدية جميعها لها قيم دقيقة معروفة من حيث وحدات SI المعاد تعريفها. وبسبب هذا، لا توجد فائدة من الدقة في الحفاظ على القيم التقليدية.